# Nieślubne dziecko
Nieślubne dziecko – dziecko pochodzące ze związku pozamałżeńskiego, inaczej „z nieprawego łoża” (łac. illegitimi thori), daw. „dziecko naturalne” (w prawie kanonicznym, w przeciwieństwie do dziecka prawego).
Jego status był bardzo różny, zależnie od kultury, w jakiej przyszło na świat. Niekiedy było piętnowane, ale bywało także traktowane jak dziecko z formalnego związku.
Inne określenia na takie dziecko to „bękart” (obecnie słowo o charakterze pejoratywnym) lub „bastard” (nieślubny potomek królewski). Często z bękartem mylony jest mamzer w judaizmie.
Przykładowy odsetek dzieci nieślubnych w Polsce pod koniec XVIII wieku pośród wszystkich chrztów (z hasła demografia historyczna):
- lata 1740–1769: 9,6%
- lata 1770–1779: 8,4%.

W XX wieku zrównano prawa dzieci nieślubnych z prawami dzieci pochodzących z małżeństwa. W Polsce dokonano tego po II wojnie światowej. Polska ratyfikowała Europejską Konwencję o statusie prawnym dziecka pozamałżeńskiego, sporządzoną w Strasburgu dnia 15 października 1975 r. (Dz.U. z 1999 r. nr 79, poz. 888). Jednakże dopóki dziecko nie ma ustalonego ojcostwa w drodze uznania ojcostwa (w Polsce wyłącznie małoletniego) albo orzeczenia sądu, nie dziedziczy z mocy ustawy po ojcu oraz jego krewnych i na odwrót, nie przysługują mu od ojca świadczenia alimentacyjne i na odwrót, jak również nie może nosić nazwiska ojca. Władzę rodzicielską sprawuje nad nim matka, chyba że także macierzyństwo nie jest ustalone. W akcie urodzenia dziecka, którego pochodzenia od ojca nie ustalono, jako imię ojca wpisuje się imię wskazane przez osobę zgłaszającą urodzenie albo kierownika urzędu stanu cywilnego, a jako jego nazwisko i nazwisko rodowe – nazwisko matki.